# AlpinClub Berlin, Sektion des Deutschen Alpenvereins
Der AlpinClub Berlin, Sektion des Deutschen Alpenvereins e. V. (DAV) ist mit 6.555 Mitgliedern (Stand: 31. Dezember 2024) der zweitgrößte Bergsportverein Berlins, hinter der Sektion Berlin, und damit unter den hundert größten Sektionen des deutschen Alpenvereins. Gegründet wurde die Sektion am 17. Oktober 1910 als Sektion Charlottenburg. Sie trug von der Umbenennung im Jahr 1999 bis 2021 noch den Zusatz „vormals Sektion Charlottenburg“ im Namen.
Der Verein veröffentlicht jährlich vier Ausgaben seiner Mitgliederzeitschrift Berlin Alpin (bis 1999 Charlottenburger Sektionsbote). In Berlin betreibt er mehrere Outdoor-Kletteranlagen in den Ortsteilen Spandau, Prenzlauer Berg, Reinickendorf, Neu-Hohenschönhausen und Marzahn sowie in Zehlendorf eine kleine Kletterhalle für seine Mitglieder. Darüber hinaus kooperiert er mit kommerziellen Kletter- und Boulderhallen und einer Schulsporthalle.

## Kletteranlagen
Der Verein betreibt:
- in Spandau einen zweiteiligen Kletterturm am Großen Spektesee mit 19 m Höhe aus Spritzbeton,
- in Prenzlauer Berg die „Schwedter Nordwand“, einen 15 m hohen zweiteiligen Turm aus Beton im Mauerpark,
- in Marzahn und Hohenschönhausen zwei Klettertürme, den „Wuhletalwächter“ (17,5 m) und den „Monte Balkon“ (15 m, seit 2012 wegen Frostschäden gesperrt[4] (Stand: 2021)[5]),
- in Reinickendorf in Kooperation mit einem Jugendclub eine zweiseitige Kunstfels-Modulwand (8 m),
- in Spandau in Kooperation mit einer Schule eine Kletterwand (7 m),
- in Zehlendorf die Kletterhalle Hüttenweg (6 m).

## Sektionsvorsitzende
Eine chronologische Übersicht über alle Präsidenten der Sektion seit Gründung.
| Amtszeit  | Präsident        |
| --------- | ---------------- |
| 1910–1944 | Georg Janke      |
| 1944      | Schmieder        |
| 1945–1949 | ― 1              |
| 1949–1953 | A. König         |
| 1953–1957 | W. Hempe         |
| 1957–1967 | Karl Krohn       |
| 1967–1977 | Edgar Beusterien |

| Amtszeit  | Präsident      |
| --------- | -------------- |
| 1977–1980 | Alfred Kutter  |
| 1980–1985 | Hans Wagmüller |
| 1985–1990 | Hans Nimmann   |
| 1990–1995 | Günter Talke   |
| 1995–     | Arnold Behr    |

Anmerkung

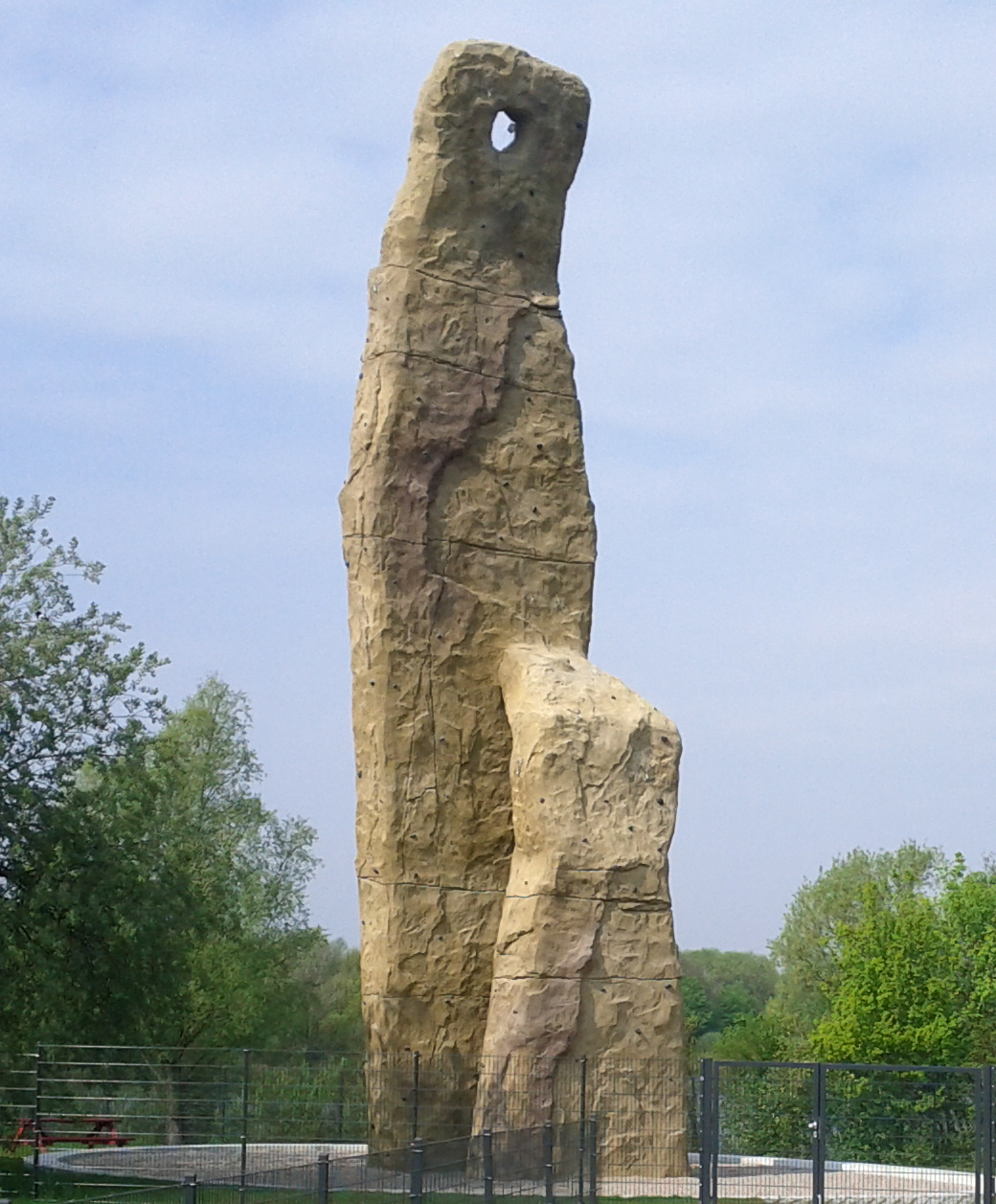
Kletterturm Berlin-Spandau
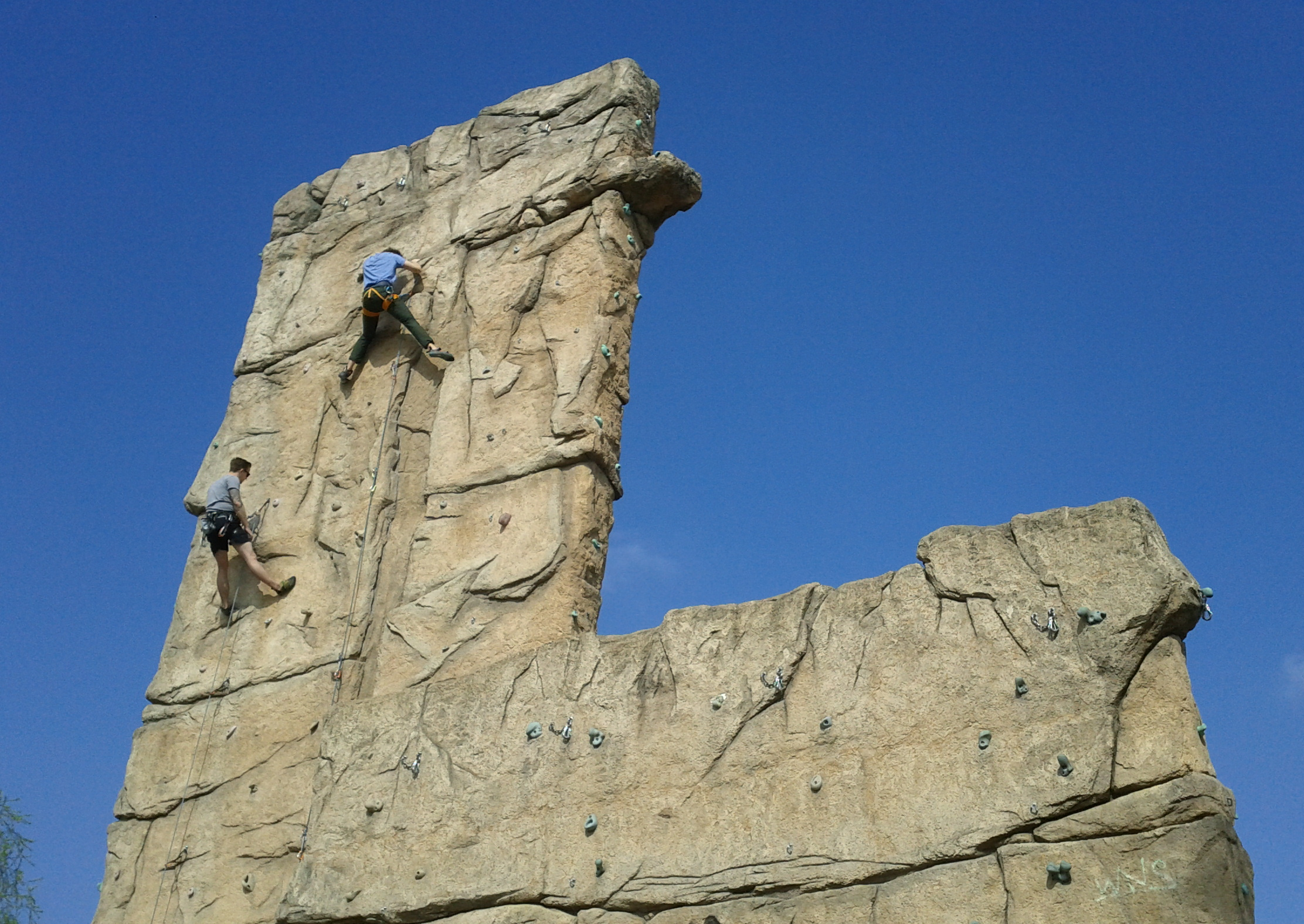
Schwedter Nordwand
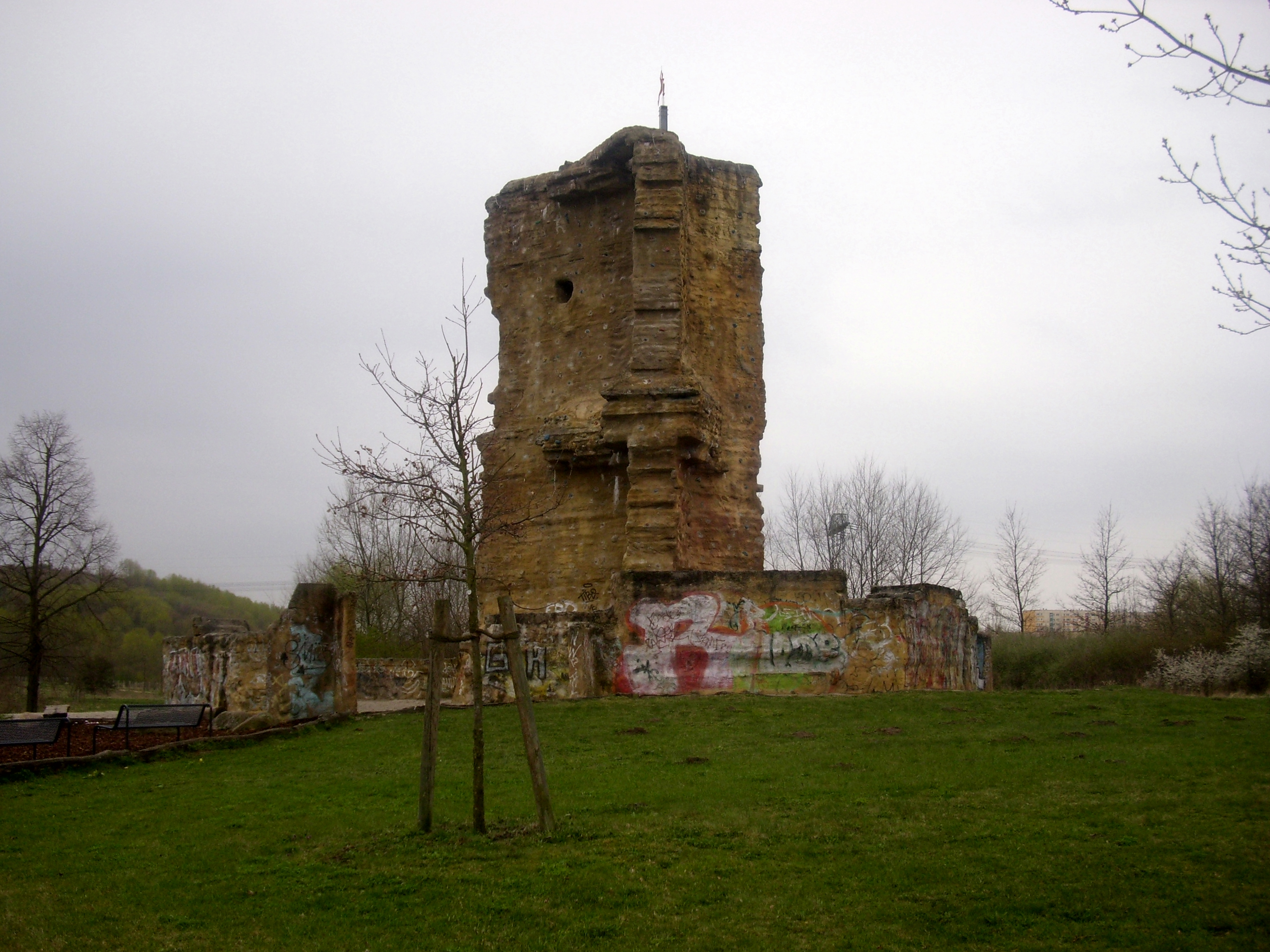
Wuhletalwächter
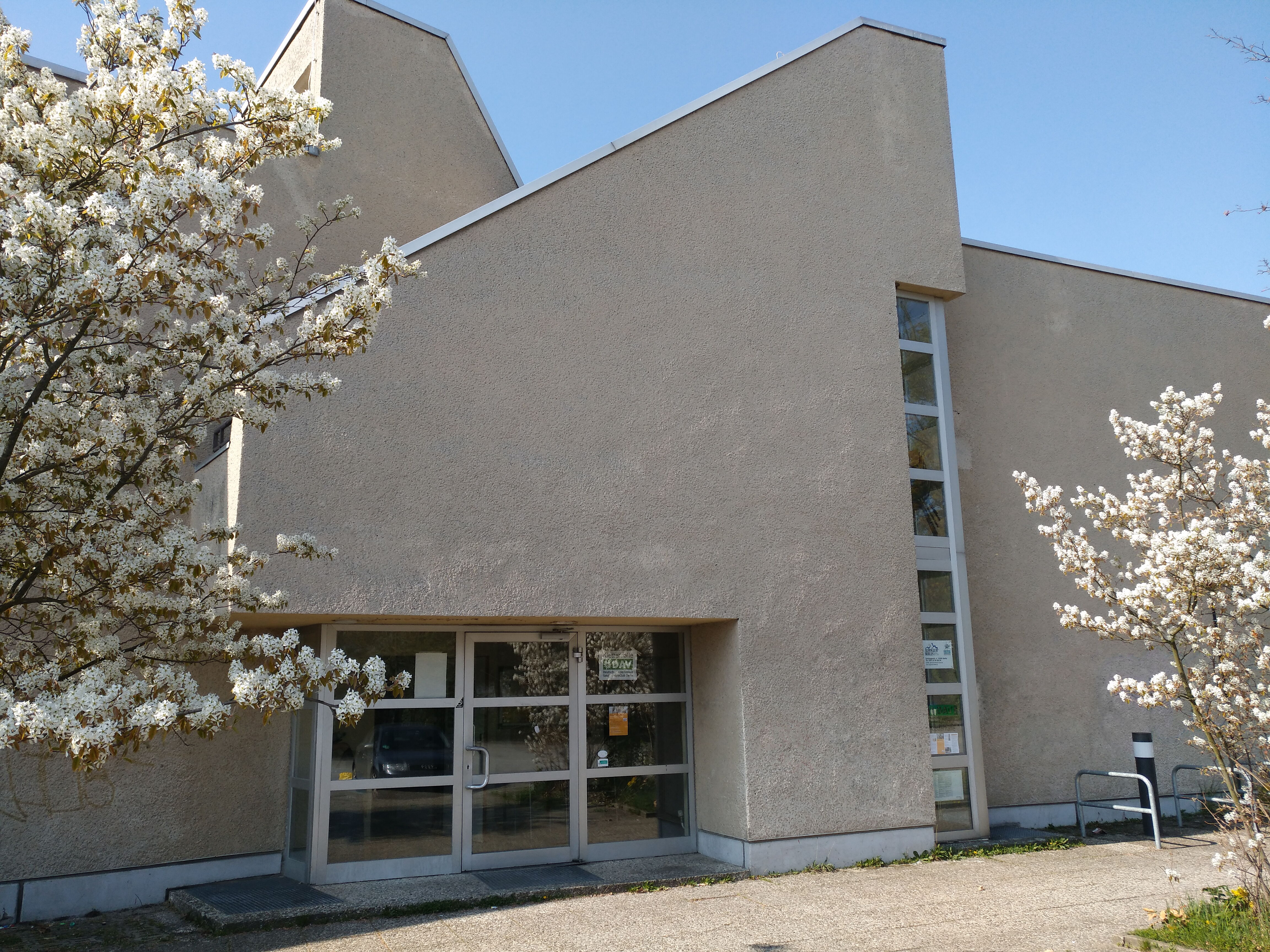
Kletterhalle Hüttenweg
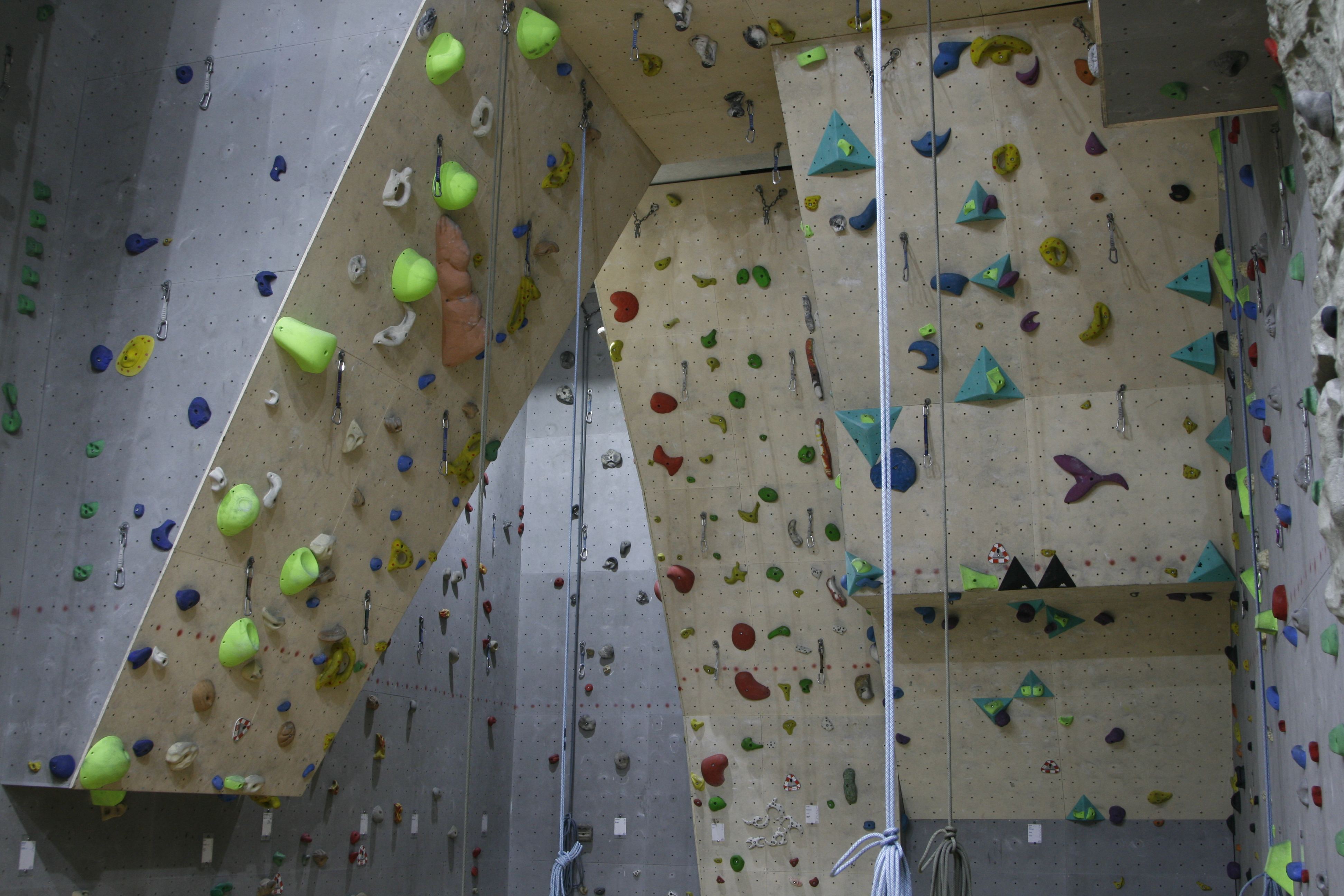
Innen

## Geschäftsstelle

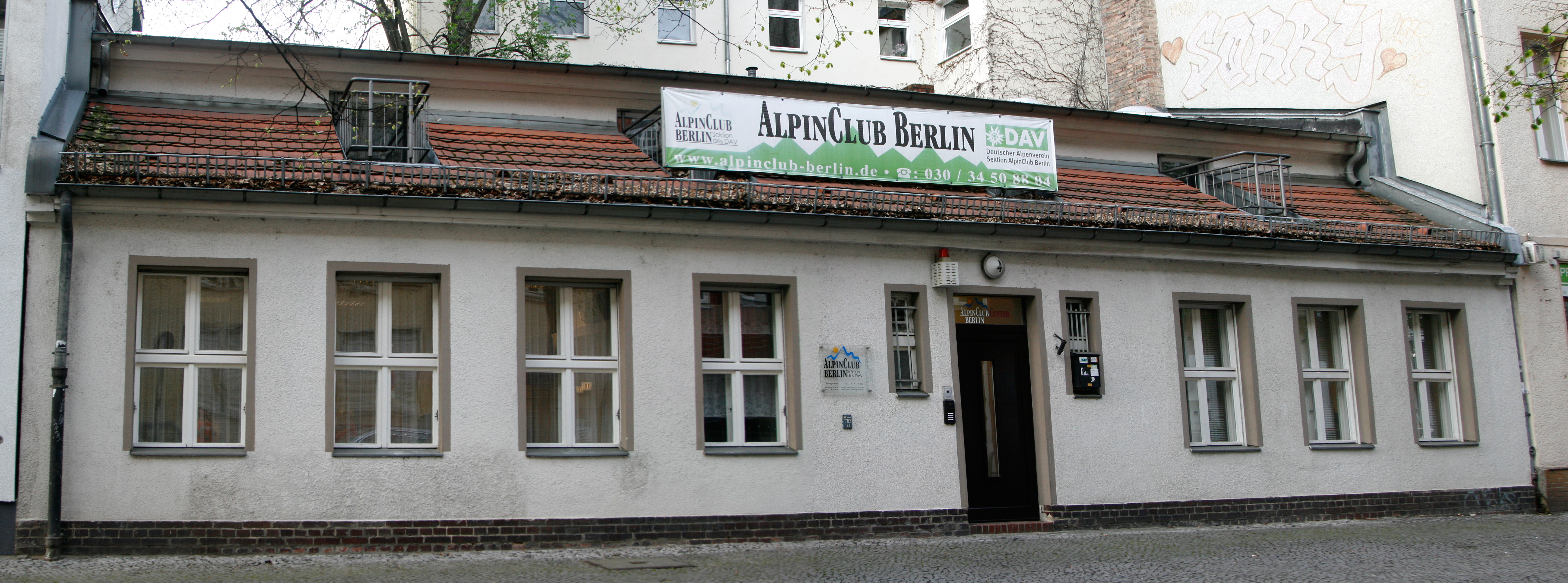
Geschäftsstelle in der Spielhagenstraße 4, Berlin

Die Geschäftsstelle der Sektion befindet sich in der Spielhagenstraße in Berlin-Charlottenburg.